# Episodi de La terra dei giganti (seconda stagione)
| nº | Titolo originale         | Titolo italiano                  | Prima TV USA      | Prima TV Italia |
| -- | ------------------------ | -------------------------------- | ----------------- | --------------- |
| 1  | The Mechanical Man       | L'Uomo Meccanico                 | 21 settembre 1969 |                 |
| 2  | Six Hours To Live        | Sei Ore Per Vivere               | 28 settembre 1969 |                 |
| 3  | The Inside Rail          | La Linea Nascosta                | 5 ottobre 1969    |                 |
| 4  | Deadly Pawn              | Patto Mortale                    | 12 ottobre 1969   |                 |
| 5  | The Unsuspected          | L'Insospettabile                 | 19 ottobre 1969   |                 |
| 6  | Giants And All That Jazz | I Giganti Del Jazz               | 26 ottobre 1969   |                 |
| 7  | Collector's Item         | Pezzo Da Collezione              | 2 novembre 1969   |                 |
| 8  | Every Dog Needs A Boy    | Ogni Cane Ha Bisogno Di Un Amico | 9 novembre 1969   |                 |
| 9  | Chamber Of Fear          | La Stanza Del Terrore            | 16 novembre 1969  |                 |
| 10 | Comeback                 | Ritorno                          | 23 novembre 1969  |                 |
| 11 | The Clones               | I Cloni                          | 30 novembre 1969  |                 |
| 12 | A Place Called Earth     | Un Luogo Chiamato Terra          | 7 dicembre 1969   |                 |
| 13 | Land Of The Lost         | La Terra Dei Naufraghi           | 14 dicembre 1969  |                 |
| 14 | Home Sweet Home          | Casa Dolce Casa                  | 21 dicembre 1969  |                 |
| 15 | Our Man O'Reilly         | Il Nostro Agente O’Reilly        | 28 dicembre 1969  |                 |
| 16 | Nightmare                | Incubo                           | 4 gennaio 1970    |                 |
| 17 | Pay The Piper            | Paga Il Pifferaio                | 11 gennaio 1970   |                 |
| 18 | The Secret City Of Limbo | La Città Segreta Di Limbo        | 18 gennaio 1970   |                 |
| 19 | Panic                    | Panico                           | 25 gennaio 1970   |                 |
| 20 | The Deadly Dart          | Il Dardo Mortale                 | 1º febbraio 1970  |                 |
| 21 | Doomsday                 | Apocalisse                       | 15 febbraio 1970  |                 |
| 22 | A Small War              | Una Piccola Guerra               | 22 febbraio 1970  |                 |
| 23 | The Marionettes          | Le Marionette                    | 1º marzo 1970     |                 |
| 24 | Wild Journey             | Viaggio Allucinante              | 8 marzo 1970      |                 |
| 25 | Graveyard Of Fools       | La Tomba Dei Folli               | 22 marzo 1970     |                 |

## L'Uomo Meccanico
- Titolo originale: The Mechanical Man
- Diretto da: Harry Harris
- Scritto da: William L. Stuart

### Trama
Il professor Gorn è impegnato nello sviluppo di una nuova arma, un robot dalla grande forza ma che, purtroppo, non risponde ai comandi. Cerca così di ottenere aiuto dai terrestri, catturando Mark e Fitzhugh, ed introducendo Mark nel quadro comandi all'interno del corpo del robot dove è necessario isolare dei contatti elettrici. Gorn però non ha intenzione di mantenere la parola data ed aiutare i piccoli uomini, così servendosi del robot, Mark e Steve liberano gli altri e distruggono la pericolosa arma meccanica.

## Sei Ore Per Vivere
- Titolo originale: Six Hours To Live
- Diretto da: Sobey Martin
- Scritto da: Dan Ullman

### Trama
Martin Reed è un gigante in attesa di esecuzione dopo essere stato condannato per un reato di omicidio non commesso da lui. Appena ne vengono a conoscenza, gli astronauti, guidati dal loro amore per la giustizia, decidono di intervenire rivolgendosi a Joe Simmons, corrispondente della stampa locale per poter accedere al penitenziario di Stato. Una volta dentro Steve e Dan aiutano Martin a fuggire e questo si reca dai veri assassini, Martha ed Harry Cass, e li costringe a confessare di fronte al direttore del penitenziario, scagionandosi definitivamente dall'accusa,

## La Linea Nascosta
- Titolo originale: The Inside Rail
- Diretto da: Harry Harris
- Scritto da: Richard Shapiro

### Trama
Fitzhugh e Barry rinvengono la ricevuta di una giocata su un cavallo che risulta vincitore alle corse, ma per poter incassare la vincita necessitano della collaborazione del barbone Moley. Il suo comportamento sospetto però attira l'attenzione di un funzionario di polizia che, venuto a sapere dei piccoli uomini, cattura Mark, Valerie e Betty. Così, mentre Barry cerca di tenere Fitzhugh lontano dai guai, Steve e Dan si introducono nel luogo di detenzione e dopo aver resistito all'attacco di una gallina, li liberano e si dileguano attraverso un buco nel muro, riuscendo a riportare lo stesso Fitzhugh all'accampamento dopo averlo convinto dell'inutilità di trasportare con loro il denaro vinto alle corse.

## Patto Mortale
- Titolo originale: Deadly Pawn
- Diretto da: Nathan Juran
- Scritto da: Arthur Weiss

### Trama
Questa volta i piccoli uomini finiscono catturati da un eccentrico miliardario, Kronig, che si autodefinisce il più grande intelletto del mondo, ed ha intenzione di sfidarli ad una partita a scacchi per dimostrare a tutti la sua superiorità. Gli astronauti scelgono Barry per rappresentarli, in quanto ha un trascorso nei campionati studenteschi, mentre il dottor Lalor teme che la tensione per l'importanza del match possa essere fatale per Kronig, già malato di cuore, e tenta di fargli cambiare idea. A complicare le cose ulteriormente, Kronig esige che gli altri piccoli uomini siano legati alle pedine della scacchiera, ma qui entra in gioco l'astuzia e la bravura di Barry che, senza perdere la partita, sacrifica le pedine di Mark, Steve e Dan, dando loro la possibilità di fuggire. Così, quando le cose si mettono male perché Kronig, vista l'impossibilità di vincere il match, tenta di uccidere tutti i piccoli uomini rinchiudendoli in un forno elettrico, Steve riesce a manomettere il computer ed a riportare tutti all'accampamento.

## L'Insospettabile
- Titolo originale: The Unsuspected
- Diretto da: Harry Harris
- Scritto da: Bob and Esther Mitchell

### Trama
Dopo essere stato investito da una pioggia di spore di un velenoso fungo, Steve impazzisce ed inizia a rapire, uno dopo l'altro, gli altri astronauti. Betty, Valerie, Barry e Fitzhugh cadono ben presto nelle sue trappole e dopo aver preso contatto con l'ispettore Kobick, si accorda per scambiarli con il materiale necessario alle riparazioni della navetta spaziale. Una volta catturato anche Mark, si appresta ad occuparsi di Dan, ma questo si accorge del tranello, libera gli altri e lotta con Steve che però improvvisamente torna in sé e si riconcilia con gli altri.

## I Giganti Del Jazz
- Titolo originale: Giants And All That Jazz
- Diretto da: Harry Harris
- Scritto da: Richard Shapiro

### Trama
Biff Bowers, un trombettista oberato dai debiti, rapisce Valerie e Barry con l'intenzione di consegnarli a Kobick, per ottenere la ricompensa, ma Fitzhugh avverte gli altri dell'accaduto, e Dan promette al gigante musicista di insegnargli alcuni rudimenti della musica Jazz in cambio della liberazione degli ostaggi. Nonostante Hanley, il boss dei malviventi che tengono in scacco Bowers per i suoi debiti, non intenda liberarli, i piccoli uomini riescono comunque a liberarsi ed a trarre in salvo Fitzhugh che nel frattempo era caduto nelle mani di una incantatrice di serpenti.

## Pezzo Da Collezione
- Titolo originale: Collector's Item
- Diretto da: Sobey Martin
- Scritto da: Bob and Wanda Duncan

### Trama
Valerie viene catturata da Garak, un gigante senza scrupoli, che intende omaggiarla al suo vecchio zio benestante, ingabbiata in uno speciale carillon, In realtà il carriion è un ordigno pronto ad esplodere per togliere di mezzo l'anziano uomo e permettere così a Garak di ereditarne l'intero patrimonio,. La moglie di Garak, che ha il compito di insegnare a Valerie a danzare all'interno del carillon, si rivelerà un'alleata per i piccoli uomini, aiutando Steve a rivelare al vecchio il piano assassino. Nella colluttazione che ne segue, i due provocano l'esplosione che li uccide, mentre gli astronauti riescono a fuggire.

## Ogni Cane Ha Bisogno Di Un Amico
- Titolo originale: Every Dog Needs A Boy
- Diretto da: Harry Harris
- Scritto da: Jerry Thomas

### Trama
Chipper rimane ferito gravemente mentre sta giocando con un cane gigante, e Barry, nonostante sia pericoloso, decide di portarlo presso uno studio veterinario. Ben, l'assistente del veterinario promette di aiutarlo, Purtroppo però Carl, il figlio degenerato del veterinario, si accorge della presenza dei piccoli uomini ed intende catturarli per intascare la ricompensa. Mentre Dan e Fitzhugh si occupano di recuperare il prezioso cane gigante che era fuggito nel parco, il sopraggiungere del dottor Howard, il veterinario, sistema le cose, liberando gli omini.

## La Stanza Del Terrore
- Titolo originale: Chamber Of Fear
- Diretto da: Sobey Martin
- Scritto da: Arthur Weiss

### Trama
Fitzhugh, per consentire a Valerie di mettersi in salvo, eroicamente si fa catturare da Deenar, un gigante che svolge l'attività di guardiano al museo delle cere. In realtà il museo viene utilizzato solo come copertura per la sua vera professione: ricettazione di gioielli rubati con il suo socio Jolo, con il quale ha screzi continuamente. Steve propone così a Deenar di aiutarlo a sottrarre un diamante a Jolo in cambio della liberazione di Fitzhugh, compito al quale vengono destinati Valerie e Mark che però restano pericolosamente intrappolati negli ingranaggi di una delle statue di cera. Saranno Dan e Steve a liberare tutti quanti, scoraggiando le intenzioni di Fitzhugh di prendere per se il grosso diamante, proprio nel momento dell'irruzione della polizia che arresta i delinquenti.

## Ritorno
- Titolo originale: Comeback
- Diretto da: Harry Harris
- Scritto da: Richard Shapiro

### Trama
Gli astronauti salvano Egor Crull, un ex attore horror caduto in disgrazia, da un tentativo di suicidio, ma questi, in cambio progetta di utilizzarli per ottenere un contratto dagli studios, e poter così fare il suo grande ritorno al cinema. Si accorda con lo spregiudicato produttore Max Manfred, e ben presto iniziano le riprese, con la promessa di essere liberati non appena ultimato il cortometraggio. In realtà il piano di Manfred è di girare scene spettacolari e pericolose, rischiando anche la vita dei piccoli uomini, e comunque di eliminarli, insieme ad Egor, a lavoro ultimato. A cercare di liberare gli altri ci sono soltanto Barry e Dan che riescono a causare un corto circuito nel teatro di posa e con l'aiuto di un pentito Egor, a far fuggire tutti.

## I Cloni
- Titolo originale: The Clones
- Diretto da: Nathan Juran
- Scritto da: Oliver Crawford

### Trama
Degli scienziati giganti clonano Valery, Barry, Fitzhugh e Dan. L'esperimento inizialmente riesce, ma i cloni risultanti sono difettosi ed hanno un'autonomia di vita molto limitata che dapprima si manifesta con l'apparire di macchie scure sul corpo, poi li rende aggressivi ed infine li uccide. L'aiuto del cane Chipper, l'unico in grado di distinguere gli originali dai cloni, sarà determinante e permetterà a Steve e Mark di salvare i compagni, distruggendo il laboratorio dei giganti.

## Un Luogo Chiamato Terra
- Titolo originale: A Place Called Earth
- Diretto da: Harmon Jones
- Scritto da: William Welch

### Trama
Sulla Terra dei giganti giungono due terrestri provenienti da un lontano futuro, ma ben presto si scopre che la loro non è una missione di soccorso, ma piuttosto rivelano di essere tornati indietro nel tempo per distruggere la vita sulla terra tramite un batterio, salvando soltanto 100 persone scelte tra le più stupide ed inette che vivranno sul pianeta dei giganti per un anno, poi saranno riportati sulla Terra per ripopolarla, e renderla così facilmente controllabile. Fortunatamente dal futuro giunge un recuperante, che aiuta Steve ad impedire il piano diabolico, prima di prelevare i due viaggiatori e riportarli nel futuro dove verranno puniti per i loro crimini.

## La Terra Dei Naufraghi
- Titolo originale: Land Of The Lost
- Diretto da: Sobey Martin and Nathan Juran
- Scritto da: William Welch

### Trama
Mentre prelevano della polvere da sparo durante un lancio di fuochi pirotecnici, Steve, Mark, Valerie e Barry finiscono su un pallone volante abbandonato da un bambino gigante e vengono trasportati verso le terre d'oltreoceano dal tiranno Titus. Questi non può credere che al di là dell'oceano esista un'altra società sviluppata quanto e più della sua, così manda Steve indietro con il compito di riportargli le prove di ciò, con l'avvertimento che in caso contrario ucciderà gli altri tre. Steve torna da Titus e, coadiuvato da Fitzhugh e Dan riesce a far saltare il complesso sistema informatico del tiranno ed a prendere la via di casa con il pallone volante.

## Casa Dolce Casa
- Titolo originale: Home Sweet Home
- Diretto da: Harry Harris
- Scritto da: William Welch

### Trama
Chipper e Barry trovano nella foresta quella che appare come una capsula spaziale, ed in seguito ad un attacco da parte dei giganti Fitzhugh e Steve decollano librandosi nello spazio finendo nell'orbita della Terra. Una volta atterrati però si accorgono che la navicella è in realtà una macchina del tempo, e li ha riportati nel new England della fine del 1800. Dopo aver rischiato la morte a causa dei terrestri che li han scambiati per demoni, riescono a ripartire ed a ritornare sul pianeta dei giganti dove ritrovano gli altri compagni di avventura, e rimandano indietro nel tempo la pericolosa navicella, senza equipaggio,

## Il Nostro Agente O'Reilly
- Titolo originale: Our Man O'Reilly
- Diretto da: Sobey Martin
- Scritto da: Jackson Gillis

### Trama
Fitzhugh viene scambiato dal gigante O'Reilly per uno gnomo, e sfrutta l'occasione per servirsene come di uno schiavo e procurarsi materiali per riparare l'astronave. O'Reilly, però, è tenuto d'occhio dalla polizia che ha intenzione di incastrarlo, e Krenko, il capo del servizio di vigilanza medita di catturare anche gli astronauti Saranno Steve e Fitzhugh a salvare O'Reilly dalla trappola dei poliziotti ed a spiegargli la loro vera identità di astronauti.

## Incubo
- Titolo originale: Nightmare
- Diretto da: Nathan Juran
- Scritto da: William Welch

### Trama
I naufraghi, con l'aiuto dello scienziato buono André, stanno mettendo a punto un reattore nucleare chiamato progetto Delta, che consentirà loro finalmente di rimettere in funzione l'astronave, quando improvvisamente un'esplosione del nucleo li espone tutti alle radiazioni facendoli svanire uno ad uno alla vista degli altri e causandogli terribili allucinazioni. Fortunatamente l'effetto delle radiazioni è soltanto temporaneo ed una volta esauritosi, permette ai naufraghi di sfuggire alla caccia del dottor Berger e dell'ispettore Kobick ed una volta ritrovatosi tutti all'accampamento distruggono il congegno troppo pericoloso per essere utilizzato ancora.

## Paga Il Pifferaio
- Titolo originale: Pay The Piper
- Diretto da: Harry Harris
- Scritto da: Richard Shapiro

### Trama
Uno strano gigante con il potere di attirare a se le persone tramite il suono del proprio flauto, cattura Fitzhugh, Dan, Betty e Valerie e li offre ad un candidato senatore che intende utilizzarli per ottenere la rielezione; ma poiché il senatore non intende pagare, il pifferaio tenta di rapirne il figlio Timmy, e solo l'aiuto dei quattro astronauti catturati riesce a neutralizzare il diabolico suono. Il senatore non si dimostra però riconoscente e soltanto l'intervento di Steve riesce a liberarli. Allora il pifferaio si ripresenta all'accampamento e promette di riportarli a casa in cambio della loro collaborazione per catturare il ragazzino, e la proposta riesce a catturare l'attenzione di Fitzhugh che si offre di collaborare, coinvolgendo anche Barry. Sarà nuovamente Steve a liberare tutti ed a soggiogare il pifferaio, rendendolo inoffensivo cospargendo il piffero di polvere di peperoncino.

## La Città Segreta Di Limbo
- Titolo originale: The Secret City Of Limbo
- Diretto da: Sobey Martin
- Scritto da: Bob and Esther Mitchell

### Trama
I piccoli uomini vengono a conoscenza dell'esistenza di una civiltà sotterranea in possesso di una terribile arma segreta, ai cui abitanti è però precluso il salire in superficie onde evitare di incontrare il popolo che lo abita. Il Generale Aza, capo delle forze armate sotterranee, ha intenzione di assumere il controllo del governo, attraverso un colpo di stato, ed un gruppo di archeologi sta pericolosamente scavando la superficie proprio nei pressi dell'ingresso alla città sotterranea. L'intervento di Steve e Mark permetterà a Taru di mantenere il potere, e scongiurare lo scontro tra le due civiltà.

## Panico
- Titolo originale: Panic
- Diretto da: Sobey Martin
- Scritto da: Bob and Wanda Duncan

### Trama
Gli omini si trovano invischiati nella lotta tra il Prof. Kirmus, un valente scienziato che ha inventato un teletrasportatore, ed il malvagio Dottor Marad, che ha intenzione di sottrargli l'invenzione. Kirmus promette di rimandarli sulla Terra in cambio dell'aiuto a sottrarre l'invenzione al SID, ma l'unico modo per uscire vivi dai terribili aguzzini del SID, è azionare l'autodistruzione della macchina dopo essersi tutti teletrasportati al sicuro, vedendo sfumare così la speranza di tornare sulla Terra.

## Il Dardo Mortale
- Titolo originale: The Deadly Dart
- Diretto da: Harry Harris
- Scritto da: William L. Stuart

### Trama
Quando due cadaveri vengono rinvenuti nel bosco, tutti gli indizi sembrano portare a Mark, allontanatosi dall'accampamento per una battuta di pesca. Sia il SID che la stampa mettono in atto una campagna di terrore che accresce il sentimento di odio verso gli omini da parte dell'opinione pubblica, così Steve e gli altri partono alla ricerca di Mark e scoprono che questo è prigioniero al quartier generale del SID, nell'ufficio del sergente Barker. Questi infatti intendeva eliminare tutti i capi del SID e prenderne il posto al comando, e soltanto l'aiuto di Steve gli impedisce di assassinare Grayson.

## Apocalisse
- Titolo originale: Doomsday
- Diretto da: Harry Harris
- Scritto da: Daniel B. Ullman

### Trama
Venuti a conoscenza di un pianificato attentato alla città dei giganti da parte dell'organizzazione terroristica capeggiata dal dottor North, i piccoli uomini si trovano a collaborare con il SID e con l'ispettore Kobick a cui forniscono la mappa della dislocazione delle bombe che esploderanno alle ore 11, in diversi punti della città. Steve, con un astuto stratagemma, riesce a neutralizzare il dottor North e ad estorcerle il codice segreto per leggere la mappa e sventare l'attentato dinamitardo. Come gesto di riconoscenza l'ispettore Kobick lascia liberi i piccoli uomini.

## Una Piccola Guerra
- Titolo originale: A Small War
- Diretto da: Harry Harris
- Scritto da: Anthony Wilson

### Trama
Un bambino gigante capita nel bosco per giocare alla guerra con i suoi soldatini radiocomandati contro il suo nemico immaginario, e finisce con l'imbattersi nei naufraghi, scambiandoli per spie al soldo del suo avversario. Dopo aver tentato di distruggerli, riesce a catturare Barry e Mark e durante il tentativo di liberarli, Dan rimane ferito. Ancora una volta sarà decisivo l'intervento di Steve che riuscirà a sottrarre l'aeroplano radiocomandato al piccolo gigante, consentendo così una facile fuga agli altri.

## Le Marionette
- Titolo originale: The Marionettes
- Diretto da: Sobey Martin
- Scritto da: William Welch

### Trama
Un gorilla, fuggito da un vicino accampamento circense, cattura Valerie e la porta con se nel bosco. Goalby, il gigante burattinaio la libera, salvando anche Betty che nel frattempo era finita in una trappola per orsi. Nel farlo però, Goalby, si frattura una mano e rischia così di perdere il suo posto di lavoro, così Betty e Fitzhugh si fingono marionette per sdebitarsi con lui, ma Brady, lo spietato direttore del circo, li cattura insieme a Dan e Valerie, con l'intenzione di farne il principale numero dello spettacolo, e Steve si vede costretto a ricorrere all'esplosivo per gettare lo scompiglio al circo e consentire a Goalby di aprire la gabbia dei naufraghi prigionieri.

## Viaggio Allucinante
- Titolo originale: Wild Journey
- Diretto da: Harry Harris
- Scritto da: William Welch

### Trama
Steve e Dan incontrano Thorg e Berna, due viaggiatori del tempo, ai quali riescono a sottrarre un dispositivo per viaggiare nello spazio/tempo. Ritornano così sulla Terra nel passato, esattamente al 1993, poche ore prima della partenza del volo che li ha condannati all'esilio sul pianeta dei Giganti. Loro intenzione è evitare in ogni modo il decollo, salvando così dal triste destino anche gli altri passeggeri, ma Thorg e Berna hanno tassativamente la missione di non alterare in alcun modo il passato così tornano anch'essi sulla terra e cancellano la memoria dei due costringendoli a rivivere per la seconda volta il fatale incidente, per poi riconsegnarli al loro destino di naufraghi tra i giganti.

## La Tomba Dei Folli
- Titolo originale: Graveyard Of Fools
- Diretto da: Sobey Martin
- Scritto da: Sidney Marshall

### Trama
Melzac, un gigante scienziato ha rinvenuto un servoazionatore, un'apparecchiatura atomica aliena che intende usare per dominare il pianeta. Necessita però dell'aiuto dei piccoli uomini per rimetterlo in funzione in quanto le dimensioni dei circuiti sono troppo minute e soltanto questi possono sistemarli, così in combutta con suoi fratello gemello Bryk, rapisce Dan, Steve, Valerie e Fitzhugh e li costringe a collaborare. Mark e Betty, però, non si danno per vinti e riescono a riportare i quattro all'accampamento poco prima che il servoazionatore atomico esploda.